# أندريه فيريرا (لاعب كرة طائرة)
أندريه فيريرا (بالبرتغالية: André Felippe Falbo Ferreira) (24 نوفمبر 1964 في البرازيل - 7 يونيو 2024) هو لاعب كرة طائرة شاطئية ولاعب كرة طائرة برازيلي في مركز ضارب خارجي ‏. شارك في الألعاب الأولمبية الصيفية 1988 والألعاب الأولمبية الصيفية 1992.

## وصلات خارجية
- أندريه فيريرا على موقع دوري الدرجة الأولى الإيطالي للكرة الطائرة - رجال (الإيطالية)
- أندريه فيريرا على موقع اللجنة الأولمبية الدولية (الإنجليزية)
- أندريه فيريرا على موقع أوليمبيديا (الإنجليزية)
- أندريه فيريرا على موقع اللجنة الأولمبية البرازيلية (البرتغالية)